# La Femme-bourreau
La Femme bourreau est un film français écrit, réalisé et produit par Jean-Denis Bonan en 1968 (un des rares (et atypique) films français de « tueurs en série »). Film noir à l'expressionnisme teinté par les tons de la Nouvelle Vague, son tournage se déroula à Paris au printemps 68 et pendant les événements de mai. Cette fiction étrange vouée à une obscurité quasi absolue depuis plus de 45 ans, sortira en salle le 11 mars 2015, précédée du court métrage pareillement inédit et totalement interdit en son temps : Tristesse des anthropophages (1966).

## Synopsis
L'histoire d'un être maudit dans une fiction presque policière.
Dans le Paris des années 60, d'insolites crimes en série troublent la tranquillité publique. Le 22 mars 1968, Hélène Picard, prostituée condamnée à mort en 1966 pour meurtres multiples de consœurs, est exécutée par Louis Guilbeau, bourreau de son état. Alors que des crimes, similaires à ceux d'Hélène Picard, reprennent inexplicablement, Louis G. noue une intrigue amoureuse avec Solange, l'inspectrice chargée de l'enquête...

## Fiche technique
- Réalisation et scénario : Jean-Denis Bonan
- Musique : Bernard Vitet ; chansons : Daniel Laloux
- Image : Gérard de Battista
- Son : Daniel Ollivier et Gérard Delassus
- Montage : Mireille Abramovici
- Mixage : Elvire Lerner
- Photographe de plateau : Gilbert Gibdouny
- Maquillage : Joëlle Weissleb
- Régie : Gilbert Igel

- Production : Jean-Denis Bonan (avec le soutien d'Anatole Dauman), Luna Park Films (coproducteur).
- Post-production : La Cinémathèque du Limousin (numérisation image H.D), Penny Lane (étalonnage, mixage final et conformation)
- Distribution salles : Luna Park Films (11 mars 2015)
- Edition DVD : Luna Park Films (2 février 2016)

- Durée : 69 minutes
- Pays d'origine : France
- Format et support de tournage : 1,33:1 - pellicule 16 mm n&b
- Format de distribution : DCP 2K - 24is
- Genre : drame, film noir, film érotique

## Distribution
- Claude Merlin : Louis Guilbeau
- Solange Pradel : Solange Lebas
- Myriam Mézières : Suzy
- Jackie Raynal : Angèle
- Catherine Deville : Brigitte
- Alain-Yves Beaujour : le père Jourbeau
- Bernard Letrou : le narrateur, voix off
- Jean Rollin : un policier
- Serge Moati : l'inspecteur Mattei
- Jean-Denis Bonan : un policier
- Paul Bonan : l'homme interviewé
- Agnès Bonan : la femme interviewée
- Bernard Bonan : l'étudiant interviewé
- Gilbert Gibdouny : le laborantin photo
- Annie Merlin
- Yves Tollini
- Danielle Letellier
- Thomas Letellier

## Autour du film
- La postproduction du film a été achevée au printemps 2014. Première mondiale : 13e édition du Lausanne Underground Film and Music Festival (LUFF), du 15 au 19 octobre 2014.
- Dans le film, Hélène Picard est guillotinée le 22 mars 1968, date considérée comme le début des évènements de mai 68 (voir mouvement du 22 mars).
- La Femme bourreau, qui n'est pas à proprement parler un film érotique - et encore moins pornographique -, a toutefois fait l'objet d'un long article écrit par Grégory Alexandre et publié dans le Dictionnaire des films français érotiques et pornographiques 16 et 35 mm, dirigé par Christophe Bier, éd. Serious Publishing, 2011.
- En 2010, un extrait de La femme bourreau a été présenté à la Cinémathèque française dans le cadre de la carte blanche de Jean-Pierre Bastid sur le thème Anarchie et Cinéma.[pertinence contestée].